# Hypseleotris ejuncida
Hypseleotris ejuncida е вид лъчеперка от семейство Eleotridae.

## Разпространение
Видът е разпространен в Австралия.